# Misopates calycinum
Misopates calycinum é uma espécie de planta com flor pertencente à família Scrophulariaceae. 
A autoridade científica da espécie é (Lam.) Rothm., tendo sido publicada em Repertorium Specierum Novarum Regni Vegetabilis, Beihefte 136: 112. 1956.

## Portugal
Trata-se de uma espécie presente no território português, nomeadamente em Portugal Continental e no Arquipélago da Madeira.
Em termos de naturalidade é nativa das duas regiões atrás indicadas.

## Protecção
Não se encontra protegida por legislação portuguesa ou da Comunidade Europeia.